# Croth
Croth település Franciaországban, Eure megyében. Lakosainak száma 1419 fő (2022. január 1.). Croth Bois-le-Roi, Ézy-sur-Eure, L’Habit, Marcilly-sur-Eure, Mouettes, Sorel-Moussel és Saint-Laurent-des-Bois községekkel határos.

## Népesség
A település népességének változása:
| Lakosok száma | 538  | 764  | 1143 | 1309 | 1283 | 1294 | 1348 | 1377 | 1374 | 1419 |
|               | 1968 | 1982 | 1990 | 2006 | 2013 | 2015 | 2017 | 2019 | 2020 | 2022 |